# Raymonde Delaunois
Raymonde Delaunois, née le 12 octobre 1885 à Paris 10e et morte le 30 juin 1984 à Champcueil, est une chanteuse d'opéra mezzo soprano belge.

## Biographie

### Jeunesse et formation
Née de mère célibataire, Raymonde passa sa jeunesse à Frameries près de Mons. Comme elle avait chanté avec succès lors d’une distribution de prix, ses professeurs lui conseillèrent de suivre des cours. De 1900 à 1902 elle apprit le chant et le piano au Conservatoire royal de Mons auprès du professeur Achille Tondeur (1856-1915) et ensuite au Conservatoire royal de Bruxelles auprès du ténor Désiré Demest (1864-1932).
Le 14 août 1909 à Bruxelles, elle épousa Louis Thomas (Perpignan 1885 - Bruxelles 1962), homme de lettres.

### Debussy
À peine installé à Paris, le jeune couple se retrouva dans le premier cénacle parisien qui, chez Laloy, promouvait la musique de Debussy. Par le truchement de la Société des dilettantes, qu’il venait de fonder, Thomas organisa un concert, le 2 décembre 1909, consacré à des œuvres de Claude Debussy. Les deux interprètes étaient le pianiste Ennemond Trillat et Raymonde Delaunois. De nombreux autres concerts suivirent.
Raymonde Delaunois se fit bientôt entendre en dehors de Paris. Elle se rendit à Bruxelles, où elle fut la première à interpréter Les Chansons de Bilitis. Elle se rendit ensuite dans les grandes villes de l'Europe continentale et se produisit aux opéras de Prague et de Budapest, incarnant le rôle principal dans Carmen  et Mignon.

### AuMetropolitan Operaà New York
L’année 1914 signifia un tournant important dans la carrière de Raymonde Delaunois. Elle fut engagée par le Metropolitan Opera de New York et parvint à quitter l’Europe. Au Met, elle retrouvait une ambiance très européenne, puisque le directeur en était Giulio Gatti-Casazza (1869-1940), ancien directeur de la Scala et le chef d’orchestre attitré Arturo Toscanini (1867-1957), tandis que Enrico Caruso (1873-1921) et Fédor Chaliapine (1873-1938), ensuite Beniamino Gigli (1890-1957) y tenaient les grands rôles masculins. 
La mezzo soprano Delaunois débuta dans les petits rôles : 
- Siegrune dans La Walkyrie ;
- une Geisha dans Iris de Mascagni ;
- une fille-fleur dans Parsifal ;
- Puck dans Oberon de Weber ;
- Myrtale et également Crobyle dans Thaïs de Massenet (sous la direction de Pierre Monteux).

Puis vinrent les rôles plus importants :
- Musetta dans La Bohème ;
- Lola dans Cavalleria Rusticana ;
- Cherubina dans les Noces de Figaro ;
- Siebel dans Faust ;
- Stephanie dans Roméo et Juliette de Gounod (dans lequel Beniamino Gigli jouait le rôle principal) ;
- Mallika dans Lakmé de Léo Delibes ;
- Preziosilla dans La Forza del Destino de Verdi  (Caruso en était la vedette) ;
- Féodor dans le Boris Godounov de Moussorgski (dans lequel brillait Fédor Chaliapine) ;
- Irma dans Louise de Gustave Charpentier.

Elle joua des premiers rôles dans plusieurs créations du Met, comme :
- Don Ella dans Francesca da Rimini de Riccardo Zandonai (1916) ;
- Tyltyl dans L'Oiseau bleu de Albert Wolff, basé sur la pièce de Maurice Maeterlinck (1919) ;
- Annette dans Die Polnische Jude de Karel Weis (1862-1944) (1921) ;
- Juliette dans Die Tote Stadt de Erich Korngold, basé sur le Bruges-la-Morte de Georges Rodenbach (1922) ;
- Lehl dans Snégourotchka ou La Demoiselle des neiges de Rimsky-Korsakov (1922) ;
- Kaled dans Le Roi de Lahore de Jules Massenet (1924).

On remarquera que les prestations de Raymonde Delaunois n’incluaient que peu de pièces du grand répertoire, mais des œuvres en majorité nouvelles, qui pouvaient être caractérisées comme difficiles. Travailler au Met signifiait également participer chaque année aux tournées qui étaient organisées dans les grandes villes des États-Unis.

### Retour en Europe
Raymonde Delaunois n’atteignit pas la stature de grande diva et se maintint dans le groupe honorable des cantatrices appréciées, sans accéder au tout premier rang. Les grandes stars féminines du Met à l’époque étaient Geraldine Farrar (1882-1967) et Rosa Ponselle (1897-1981).
Toutefois, auréolée par ses succès américains, Raymonde Delaunois fut invitée en 1921 à l’Opéra-Comique de Paris où elle reprit les rôles dans lesquels elle avait naguère brillé : Carmen et Mignon. Déjà en 1919 elle avait interprété le rôle de Clairette, dans La Fille de madame Angot, de Charles Lecocq au théâtre de la Gaîté-Lyrique.
Fin 1926, son contrat terminé après douze saisons au Met, où elle avait joué 32 rôles au cours de 315 représentations, Raymonde Delaunois revint définitivement en France, où elle poursuivit sa carrière sur plusieurs scènes. Elle chanta une dernière fois publiquement en 1943. Quand vint l’âge de la retraite, elle continua à donner des cours de chant et de piano.
Habitant continuellement à Paris, rue Vaneau, elle déménagea en 1982  dans une maison de retraite de Corbeil, où elle mourut le 29 août 1984, presque centenaire.